# Christoph Prégardien
Christoph Prégardien (* 18. Januar 1956 in Limburg an der Lahn) ist ein deutscher Lied-, Konzert- und Opernsänger (Lyrischer Tenor) und Hochschullehrer.

## Leben und Wirken

### Ausbildung
Christoph Prégardien wirkte als Kind bei den Limburger Domsingknaben mit und wurde in der Domchorschule ausgebildet. Nach dem Abitur 1974 an der Limburger Tilemannschule studierte er Gesang an der Musikhochschule Frankfurt bei Martin Gründler sowie in Stuttgart und Mailand, insbesondere Liedgesang bei Hartmut Höll. Zu seinen Lehrern zählten auch Karl-Heinz Jarius und Carla Castellani.

### Opernkarriere
1983 debütierte Prégardien als Kilian in Der Freischütz an der Oper Frankfurt, wo er bis 1987 festes Ensemblemitglied war. Parallel dazu wirkte er in den Jahren 1984 und 1985 an der Hamburgischen Staatsoper. 1987/1988 sang am Gelsenkirchener Musiktheater im Revier und anschließend wieder an der Frankfurter Oper. Gastspiele führten ihn unter anderem an das Staatstheater Karlsruhe, die Pariser Oper, die Oper Antwerpen, die Oper Kairo und die Oper Montpellier
Zu seinem Opernrepertoire zählten zum Beispiel die Titelrolle in Monteverdis Il ritorno d’Ulisse in patria, Partien in Mozart-Opern wie zum Beispiel Tamino (Die Zauberflöte), Titus (La clemenza di Tito) und Don Ottavio (Don Giovanni), weiters Graf Almaviva in Rossinis Il barbiere di Siviglia oder Fenton in Verdis Falstaff.

### Wirken als Lied- und Konzertsänger
Den Schwerpunkt seiner Arbeit bilden die Bereiche Lied und Oratorium, wobei sein Repertoire alle musikalischen Epochen umfasst. Darunter zum Beispiel Bachs Matthäus-, Markus- und Johannes-Passionen sowie die Messe h-Moll, Händels Judas Maccabaeus, Die Schöpfung von Haydn, Mozarts Requiem, Beethovens 9. Sinfonie, Mendelssohns Oratorien Elias und Christus sowie die Sinfonie Lobgesang, das Deutsche Requiem von Brahms und Bruckners Messe d-Moll.
Dabei konzertierte er mit Orchestern wie den Wiener Philharmonikern, den Berliner Philharmonikern, dem Gewandhausorchester Leipzig, der Dresdener Staatskapelle, dem Londoner Philharmonia Orchestra, dem Orchestre Philharmonique de Radio France, dem Concertgebouw-Orchester Amsterdam, dem Boston Symphony Orchestra, dem San Francisco Symphony oder dem Saint Louis Symphony Orchestra. Er war zu Gast bei zahlreichen Festivals, darunter das Schleswig-Holstein-Musik Festival, das Rheingau Musik Festival, die Schwetzinger Festspiele, das Klavier-Festival Ruhr. Eine Zusammenarbeit erfolgte mit Dirigenten wie Daniel Barenboim, Ingo Metzmacher, Christian Thielemann, Fabio Luisi, Michael Gielen, Donald Runnicles, Kent Nagano und Rafael Frühbeck de Burgos. Im Bereich der Alten Musik konzertierte er zum Beispiel mit René Jacobs, Philippe Herreweghe, Nikolaus Harnoncourt, Frieder Bernius, Peter Neumann, Hermann Max, Sigiswald Kuijken, Gustav Leonhardt, Ton Koopman und John Eliot Gardiner.
Zu seinem umfangreichen Liedrepertoire zählen sowohl Werke von Komponisten der deutschen Romantik, zum Beispiel Schubert (Winterreise, Die schöne Müllerin, Schwanengesang), Liszt, Beethoven, Brahms, Mahler (Rückert-Lieder), Reger, Schumann (Dichterliebe), Wolf oder Wagner (Wesendonck-Lieder) als auch Werke weniger bekannter Liedkomponisten zum Beispiel Alphons Diepenbrock und Wilhelm Killmayer sowie Werke zeitgenössischer Komponisten, darunter Wolfgang Rihm und Benjamin Britten. Prégardien wirkte bei einigen Uraufführungen mit. Zu seinen Klavierbegleitern zählen Michael Gees, Hartmut Höll, Ulrich Eisenlohr, Julius Drake, Roger Vignoles, Malcolm Martineau, Andreas Staier, Siegfried Mauser, Wolfram Rieger, Helmut Deutsch, Menahem Pressler und Cyprien Katsaris.
Mit seinem Sohn, dem Tenor Julian Prégardien, tritt er unter dem Motto „Vater und Sohn“ auf, etwa in der Londoner Wigmore Hall oder im Pariser Théâtre des Champs-Élysées. Insgesamt wurden über 150 Tonträger mit Prégardien veröffentlicht.

### Tätigkeit als Dirigent
Prégardien wurde in Dirigieren von Fabio Luisi und Marcus Creed unterrichtet und gab 2012 mit dem Orchester Le Concert Lorrain und Bachs Johannes-Passion sein Debüt als Dirigent. Seitdem leitete er verschiedene Ensembles wie etwa den Nederlands Kamerkoor, das Balthasar-Neumann-Ensemble, den Dresdner Kammerchor oder das Collegium Vocale Gent. Er trat auch in der Doppelrolle als Sänger und Dirigent auf,  zum Beispiel in der Johannes-Passion. 2019 leitete er die Duisburger Philharmonikern bei einer Aufführung von Mozarts Requiem.

### Lehrtätigkeit
Von 2000 bis 2005 leitete Prégardien eine Gesangsklasse an der Hochschule für Musik und Theater Zürich, seit 2004 lehrt er als Professor an der Musikhochschule Köln. Darüber hinaus gibt er Meisterkurse. Zu seinen Schülern zählen zum Beispiel Ulrich Cordes, Michael Dahmen, Georg Poplutz, Hubert Nettinger und Nik Kevin Koch. 2006 erschien im Schott Verlag sein Grundlagenwerk Masterclass Gesang, das sich mit Fragen der Gesangstechnik, Interpretation und Repertoirekunde auseinandersetzt.
Prégardien engagiert sich in der Initiative Rhapsody in School.

### Privates
Christoph Prégardien wurde als Sohn eines Kaufmanns geboren. Er ist in zweiter Ehe mit der Klarinettistin Samira Prégardien verheiratet und lebt in Frechen bei Köln. Sein Sohn Julian Prégardien ist ebenfalls lyrischer Tenor, seine Nichte Julia Kleiter ist Sopranistin.

## Auszeichnungen (Auswahl)

### Ehrungen
- 2006: Hessischer Kulturpreis[27]

### Musikpreise
- 1993: Preis der deutschen Schallplattenkritik für Die schöne Müllerin mit Andreas Staier
- 1994: Preis der deutschen Schallplattenkritik für Schubert-Lieder nach Schiller (DHM) mit Andreas Staier
- 1995: Cannes Classical Award für Schubert Edition, Lieder von 1816 (Hyperion), mit Graham Johnson, Edison Award für Heine-Lieder von Schubert, Schumann (Dichterliebe) und Mendelssohn Bartholdy mit Andreas Staier
- 1996: Diapason d’or de l’année und Grand Prix de la Nouvelle Académie du Disque „Palmarès des Palmarès“ für Schubert-Lieder nach Goethe mit Andreas Staier
- 1997: Choc – Le Monde de la musique, Diapason d’or für Winterreise mit Andreas Staier
- 1998: Edison Award, Prix Caecilia (Belgien) für Winterreise mit Andreas Staier
- 1999: Preis der deutschen Schallplattenkritik, Vierteljahresliste für Lieder von Liebe und Tod mit Tilman Hoppstock (Gitarre)
- 2001: Diapason d’or für Schumann-Lieder nach Kerner (op. 35) und Heine (op. 24) mit Michael Gees, Preis der deutschen Schallplattenkritik, Vierteljahresliste und Prix Caecilia für Haydn: Armida mit Nikolaus Harnoncourt
- 2002: Preis der deutschen Schallplattenkritik, Vierteljahresliste für Schubert-Lieder nach Mayerhofer mit Andreas Staier, Grammy Award für Matthäuspassion mit Nikolaus Harnoncourt
- 2009: Midem Classical Award „Recording of the Year“ für Die schöne Müllerin mit Michael Gees
- 2016: Jahrespreis der deutschen Schallplattenkritik 2016 für Schubert: Poetisches Tagebuch mit Julius Drake

## Buchveröffentlichung
- Technik, Interpretation, Repertoire. (Reihe Schott Master Class Gesang), mit DVD, Schott Music, Mainz 2006, ISBN 978-3-7957-0540-4.